# Сахаров, Василий Сергеевич
Василий Сергеевич Сахаров (1801—1881) — русский медик, хирург, автор ряда научных трудов, доктор медицины; действительный статский советник.

## Биография
Василий Сахаров родился в 1801 году, происходил из духовного звания. После обучения в духовной семинарии поступил казенным стипендиатом в Петербургскую медико-хирургическую академию, курс которой окончил с золотою медалью в 1826 году и выпущен лекарем в Семёновский лейб-гвардии полк.
В 1828 году он был назначен ординатором в военный госпиталь города Тирасполя и затем переведен в полевой подвижный военный госпиталь.
В 1827 году Василий Сергеевич Сахаров получил чин штаб-лекаря, в 1831 году назначен младшим врачом в Измайловский лейб-гвардии полк, некоторое время исполнял должность секретаря Медико-хирургической академии и состоял с 1835 года в звании младшего хирурга ИМХА.
В 1836 году он был назначен правителем канцелярии главного инспектора медицинской части по армии, в 1839 году, по защите диссертации в Императорской медико-хирургической академии, Сахаров получил степень доктора медицины.
С 1843 года В. С. Сахаров состоял помощником управляющего медицинскою придворною частью и непременным членом военно-медицинского ученого комитета, в 1855 году исполнял должность управляющего придворною медицинскою частью, с 1855 по 1858 год исполнял должность вице-директора военно-медицинского департамента и в 1857 году был назначен совещательным членом медицинского совета Министерства внутренних дел Российской империи.
В медицинской литературе Василий Сергеевич Сахаров известен, как автор нескольких монографий и статей, рассеянных в различных специальных повременных изданиях. Ему принадлежат: «Kurze med.-topographische Uebersicht d. Salzquellen d. Staraja-Russa», St.-Petersb., 1831 год, перевод с русского. Этот труд первоначально появился в 1837 году в «Военно-медицинском журнале» (ч. 29, 163) и в «Друге Здравия» (1837, 46) под заглавием «Краткие медико-топографические сведения о Старорусских соляных источниках», исследование, вызвавшее полемику в заграничной прессе.
В «Военно-медицинском журнале» за 1835 год (№ 48) напечатан доклад, зачитанный на заседании общества русских врачей: «О гноеточивом воспалении глаз». В «Друге Здравия» (№ 54 за 1835 год) напечатал труд «Магнитные пластинки Ленека в грудной жабе».
В 1878 году Сахаров издал «Записки об устройстве санитарных станций в военных округах». Кроме того, он принимал участие в написании Энциклопедического лексикона Плюшара и напечатал в «Русской старине» (1876 год, т. XXI) заметку о баронете Виллье. Совместно с И. И. Кабатом им были написаны «Проект об устройстве народных приютов для призрения больных и раненых во время войны» (СПб., 1877) и «Записка об устройстве санитарных станций в военных округах» (СПб., 1878).
Сахаров В. С. состоял членом нескольких ученых обществ, среди которых: Общество русских врачей, Московское общество испытателей природы и Императорское Вольное экономическое общество.
Василий Сергеевич Сахаров умер в 1881 году.